# Petrie Ice Rises
Die Petrie Ice Rises sind eine Kette aus rund zehn Eiskuppeln vor der Küste der westantarktischen Alexander-I.-Insel. Sie ragen aus dem Wilkins-Schelfeis auf.
Der British Antarctic Survey (BAS) entdeckte sie bei Radarmessungen aus dem Flugzeug am 11. Februar 1967. Landsat-Aufnahmen dienten später zu ihrer genaueren Positionsbestimmung. Das UK Antarctic Place-Names Committee benannte sie 1980 nach dem Elektrotechniker David Lyall Petrie (* 1940), der etwa von 1967 bis 1970 für den BAS und das Scott Polar Research Institute tätig und an der Entdeckung der Eiskuppeln beteiligt war.